# サムライジャパン野球文学賞
サムライジャパン野球文学賞（さむらいじゃぱんやきゅうぶんがくしょう）とは2010年創設の日本の野球文学と野球漫画を対象にした作品賞である。
ワールド・ベースボール・クラシックの第1回大会、第2回大会で連覇したのを記念して創立されたもので、野球を扱った小説や漫画が選考対象となる。ベースボール・マガジン社と電通によるサムライジャパン野球文学賞実行委員会が主催し、角川書店、講談社、小学館、PHP研究所の出版社4社が後援にあたる。

## 選考委員

### 第1回
- 小宮山悟
- 岩村明憲
- 綱島理友
- 他[4]

## 受賞作

### 第1回
- 大賞(ベストナイン兼) 『ノーバディノウズ』(本城雅人著、文藝春秋刊)
- ベストナイン (特別賞)
  - 『ラストダンス』(堂場瞬一著、実業之日本社刊)
  - 『ラストイニング』(原作:神尾龍、監修:加藤潔、作画:中原裕、小学館刊)
  - 『もし高校野球の女子マネージャーがドラッカーの『マネジメント』を読んだら』(岩崎夏海著、ダイヤモンド社刊)
  - 『ナイン』(川上健一著、PHP研究所刊)
  - 『スコアブック』(伊集院静著、講談社刊)
  - 『最弱ナイン』(柳川悠二著、角川書店刊)
  - 『あるキング』(伊坂幸太郎著、徳間書店刊)
  - 『あの日、野球の神様は’背番号3’を選んだ～天覧試合昭和34年6月25日～」(松下茂典著、ベースボール・マガジン社刊)
- 特別賞『監獄ベースボール～知られざる北の野球史』 (成田智志著、亜璃西社刊)

### 第2回
- 大賞(ベストナイン兼) 『高校球児ザワさん』(三島衛里子著、小学館刊)
- ベストナイン 
  - 『ケンカ投法』(東尾修著、ベースボール・マガジン社刊)
  - 『昭和十七年の夏　幻の甲子園—戦時下の球児たち』(早坂隆著、文藝春秋刊)
  - 『どまんなか』(須藤靖貴著、講談社刊)
  - 『プロ野球　最強のベストナイン』(小野俊哉著、PHP研究所刊)
  - 『MAJOR』(満田拓也著、小学館刊)
  - 『嗤うエース』(本城雅人著、幻冬舎刊)